# توماس سبيد
توماس سبيد (بالإنجليزية: Thomas Speed)‏ هو سياسي أمريكي، ولد في 25 أكتوبر 1768 في الولايات المتحدة، وتوفي في 20 فبراير 1842. انتخب عضو مجلس النواب الأمريكي.